# Sly Cooper and the Thievius Raccoonus
Sly Cooper and the Thievius Raccoonus é um jogo eletrônico de plataforma e furtividade desenvolvido pela Sucker Punch Productions e publicado pela Sony Computer Entertainment, tendo sido lançado exclusivamente para PlayStation 2 em setembro de 2002 na América do Norte e em janeiro do ano seguinte na Europa.
O game se centraliza no protagonista e ladrão mestre Sly Cooper e sua turma: Bentley e Murray, cujo objetivo é desbaratar os 5 Diabólicos para recuperar o "Thievius Raccoonus", um livro com acumulação de movimentos assaltantes de todos os ancestrais do Sly. O game foi elogiado pelo uso de variação na renderização do cel-shading, usado para criar um estilo de filme policial, apesar de renderizado como um filme de animação.

## História
Sly Cooper se passa em um mundo habitado por criaturas falantes em torno do século XXI. O game conta através de cinematics a história de Sly Cooper, um guaxinim esperto descendente de uma longa linhagem de ladrões profissionais. No entanto, essa linhagem ficou desfeita quando os 5 Diabólicos, cujo líder falcão robótico Clockwerk tinha ódio pelos Cooper há séculos, assassinaram o pai do Sly quando ele era uma criança. Os 5 Diabólicos também roubaram o "Thievius Raccoonus", um álbum gravado de aventuras e técnicas de todos os ancestrais dos Cooper. Este álbum se dividiu em 5 páginas e espalhado em vários esconderijos pessoais dos 5 Diabólicos. Sly partiu para o orfanato onde se aliou ao jabuti inteligente Bentley e ao hipopótamo felizardo Murray, na história é mencionado que desde pequenos os três viviam roubando os biscoitos do orfanato. Sly e seus amigos eventualmente saíram do orfanato e formaram o seu próprio comando, com o intuito de roubar interesses dos outros, o que atraiu a atenção da Inspetora Carmelita Montoya Fox da Interpol que jurou prender Gangue Cooper apesar do Sly se mostrar apaixonado por ela.
No prólogo, Sly descobre a localização do esconderijo dos 5 Diabólicos roubando os documentos do escritório da Carmelita, e promove uma onda de ataques para recuperar o álbum roubado. Sly consegue derrotar os primeiros 4 Diabólicos e seus asseclas, e visita o esconderijo do Clockwerk, o tempo todo perseguido intensamente por Carmelita. Após entrar no esconderijo de Clockwerk com a ajuda de Bentley e Murray, Sly consegue dar uma lição no Clockwerk e recuperar a sua última página do livro "Thievius Raccoonus", embora seja capturado rapidamente pela Carmelita. No entanto, sly lhe da um beijo e com Carmelita contaminada por sentimentos sly e sua turma conseguem escapar para um novo roubo.

## Desenvolvimento
Brian Flemming, da Sucker Punch, caracterizou o estilo de renderização como "Toon-shading", comparando cenários detalhados com realces de cel-shading ao mesmo dos desenhos infantis. Uma entrevista com a equipe de desenvolvimento da Sucker Punch descobriu que eles tomaram esse rumo por "quererem Sly e seu mundo se parecerem desenhados, mas diferenciados de um estilo plano." Para evitar movimentos lentos, a equipe "teve pelo menos 1 engenheiro trabalhando apenas na atuação para o desenvolvimento inteiro de Sly."
A equipe artística do game "tirou milhões de fotos e desenhos das áreas que pareciam mundos que [eles] queriam criar" para gerar cenários. Os próprios personagens sofreram "6 ou 8 maiores revisões" antes dos desenhos se finalizarem.
A música foi baseada na arte do game; Ashif Hakik, o compositor, alegou que "influências estilísticas vieram de uma combinação de escolhas de instrumentos e personagem musical definida e inspirada pelos locais do game, e o mesmo compositor trabalha feito Yoko Kanno e seu trabalho em Cowboy Bebop, Henry Mancini e Carl Stalling." Para a nota ele continuou que "o engenho da música interativa que nós usamos nos fez considerar a jogabilidade para cada nível específico uma espécie de ponto de começo que influenciaria o modo como a música seria composta."

## Diferenças de versões estrangeiras
A versão japonesa do game toca o tema vocal "Blackjack", ouvido na introdução não vista nas versões americana e européia. Apesar de seus cantores da Tokyo Ska Paradise Orchestra terem um sotaque distinto japonês, a canção não foi escrita em japonês mas sim em inglês.
Outra adição na versão japonesa não vista em nenhuma das versões são a abertura e o encerramento animados alternos. Isso foi filmado em animação comum, em vez de animação limitada em flash como nas outras seqüências animadas presentes ao redor do game. A animação foi feita no estilo típico anime. A abertura japonesa pode ser vista nas versões americana e européia, mas só podemos ver o encerramento japonês nesta última.